# 3001 Michelangelo
A 3001 Michelangelo (ideiglenes jelöléssel 1982 BC1) a Naprendszer kisbolygóövében található aszteroida. Edward L. G. Bowell fedezte fel 1982. január 24-én.